# Peckhamia magna
Espèce
Synonymes
- Descanso magnus Bryant, 1943

Peckhamia magna est une espèce d'araignées aranéomorphes de la famille des Salticidae.

## Distribution
Cette espèce est endémique de République dominicaine. Elle se rencontre dans les provinces de La Vega et de Santiago Rodríguez.

## Description
La femelle holotype mesure 5,0 mm. La femelle décrite par Cala-Riquelme, Bustamante, Crews et Cutler en 2020 mesure 4,83 mm.

## Systématique et taxinomie
Cette espèce a été décrite sous le protonyme Descanso magnus par Bryant en 1943. Elle est placée dans le genre Peckhamia par Cala-Riquelme, Bustamante, Crews et Cutler en 2020.

### Publication originale
- (en) Bryant, « The Salticid Spiders of Hispaniola », Bulletin of the Museum of Comparative Zoology, vol. 92, no 9,‎ 1943, p. 445-529 (lire en ligne).